# 徐秉義
徐秉義（1633年—1711年），字彥和，號果亭，清江南崑山（今江蘇昆山市）人，清朝官員，官至吏部侍郎。

## 生平
顺治十六年（1659年）己亥科狀元徐元文之兄。
康熙十二年（1673年）癸丑科一甲第三名進士（探花），授編修，選右中允。官至吏部侍郎。時人評為“文行兼優”。後與刑部侍郎綏色克同赴陝西，審理糧鹽道受賄案，擬罪失當，貶詹事。擢內閣學士。
康熙三十三年（1694年）三月三日，徐秉義等十二位耆老錢陸燦、孫暘、盛符升、徐學、尤侗、何棒、黃與堅、王日藻、許纘曾、周金然、秦松齡聚飲修禊於遂園，宮廷畫家禹之鼎繪《逐園耆年楔飲圖》。康熙南巡时，御赐“恭谨老成”匾。與兄徐學、徐元文號“昆山三徐”。

## 著作
著有《耘圃培林堂代言集》、《明末忠烈紀實》等。